# Arboridia
Arboridia — рід цикадок із ряду клопів.

## Опис
Цикадки довжиною близько 3 мм. Помірно стрункі, довжина надкрил перевищує ширину не більш ніж в 4 рази. Фронткліпеус в профіль опуклий. У СРСР налічувалось близько 20 видів.
- Arboridia alpestris (Ribaut, 1959)
- Arboridia brevis (Ribaut, 1931)
- Arboridia cantoreanica Dworakowska, 1970
- Arboridia dalmatina Wagner, 1962
- Arboridia erecta (Ribaut, 1931)
- Arboridia expansa (Zachvatkin, 1946)
- Arboridia kakogawana (Matsumura, 1932)
- Arboridia kratochvili (Lang, 1945)
- Arboridia loginovae (Emeljanov, 1964)
- Arboridia parvula (Boheman, 1845)
- Arboridia pitita Della Giustina, Remane & Wilson, 1999
- Arboridia potentillae (Moravskaja, 1948)
- Arboridia pusilla (Ribaut, 1936)
- Arboridia ribauti (Ossiannilsson, 1937)
- Arboridia simillima (Wagner, 1939)
- Arboridia spathulata (Ribaut, 1931)
- Arboridia strandjensis Bayryamova, 1987
- Arboridia velata (Ribaut, 1952)
- Arboridia versuta (Melichar, 1897)
- Arboridia vitisuga (Dlabola, 1963)